# L'Altet
|  | Aquest article tracta sobre la població de l'Altet. Si cerqueu l'aeroport, vegeu «Aeroport d'Alacant – l'Altet». |

L'Altet és una població que forma part del municipi d'Elx, a la comarca del Baix Vinalopó. Ubicada al nord-est del terme municipal d'Elx limita amb les pedanies de Torrellano, els Bassars i els Arenals del Sol, i amb el municipi d'Alacant i la mar Mediterrània.

## Geografia
El nucli urbà de l'Altet es troba en un enclavament estratègic a 15 km del nucli urbà d'Elx, 10 km d'Alacant i 9 km de Santa Pola i a 1,5 km de la costa. Pel seu territori transcorren les carreteres nacionals N-332, entre València i Almeria, i la N-338 que comunica amb la circumval·lació d'Alacant (A-70) donant accés a l'Aeroport d'Alacant-Elx que es troba en el seu terme pedani.
L'Altet compta amb una platja verge, de sorra fina, mancada d'edificacions i situada en un entorn de gran valor ecològic com són els ecosistemes de dunes del litoral. El seu accés està limitat als vehicles. Prop d'ella es troba un altre espai amb gran valor ambiental com és l'aiguamoll del Fondet de la Senieta que forma part d'un continu conjunt de sistemes d'aiguamolls amb el Saladar d'Aiguamarga, al terme municipal d'Alacant, i el paratge natural municipal del Clot de Galvany, a la pedania de Bassars.

## Història
Al cim d'una duna fòssil, de la platja de l'Altet, s'han localitzat restes d'una vila romana datada al segle i dC.
Els habitants del Camp d'Elx, fins al segle xvii, es concentraven en heretats disperses. Així tenim que en el 1779, segons el padró Pasqual de l'arxiu de Santa Maria, l'Altet només comptava amb cinc feligresos. A poc a poc va anar consolidant-se la població al voltant de l'església de Sant Francesc d'Assís, construïda en 1729. En 1857, en poc més de mig segle, l'Altet havia ascendit a 404 habitants.
Amb l'augment poblacional i donant la llunyania respecte a la ciutat d'Elx, agreujat per la proximitat de la ciutat d'Alacant, va causar que els altetans se sentiren atrets per Alacant. Tant és així que el 21 d'octubre de 1889 els veïns d'Altet van sol·licitar al Govern Civil d'Alacant la segregació del terme d'Elx i la incorporació al terme d'Alacant. Com es podia esperar, l'ajuntament d'Elx va rebutjar aquesta proposta. Mig segle després encara es mantenia l'esperit secessionista, causa per la qual en 1936 i 1937 van tornar a demanar la segregació. L'estat d'excepció de la Guerra Civil va deixar en l'aire aquesta sol·licitud.
A la dècada dels 90 es va sol·licitar a la Generalitat Valenciana la declaració entitat local menor per l'Altet. Paral·lelament, a aquesta acció, es va crear un partit polític secessionista, el PIVA (Partit Independent Veïns per Altet) que va aconseguir el 50% dels vots d'Altet en les eleccions locals de 1995, que com que no aconseguiren al 5%, de la mitjana del conjunt del municipi, no va assolir cap regidor. Finalment, el 2002 el Tribunal Suprem va sentenciar a favor de l'ajuntament d'Elx.
La corporació municipal d'Elx va convocar, per primera vegada, eleccions a alcalde pedani en 25 partides rurals. En aquestes votacions, celebrades el 7 de novembre de 2015, va ser elegit com a alcalde d'Altet Àngel Jesús Soler Tristan. Al no assolir les expectatives creades, pel nou sistema, el 2017 es va crear l'Associació Veïnal Nou Municipi l'Altet-Arenals del Sol, amb la participació activa de l'alcalde pedani. De manera que van sorgir disputes amb l'ajuntament d'Elx que va causar que l'agost de 2018 Àngel Jesús Soler es veiés forçat a dimitir com a pedani.

## Festes
Celebra les seves festes en honor de Sant Francesc d'Assís. Aquesta important pedania il·licitana gaudeix d'unes grans festes al voltant del dia 4 d'octubre, en què tota la població es bolca, tant en les desfilades de Moros i Cristians com en la participació en els seus tradicionals actes com la Imposició de Bandes, Processó, la sardinada, el dia de les paelles, la mascletà i el Castell Fi de Festa. Són famoses les barraques de l'Altet, que compten amb més trenta anys d'antiguitat: Els solitaris i Sense Penes; així com la Barraca Popular.

## Llocs d'interés
L'església parroquial de Sant Francesc de l'Altet, té el seu origen en una ermita fundada el 1729 i reconstruïda en 1864. En 1914, l'ermita va ser elevada a la categoria de parròquia rural. En els inicis de la Guerra Civil, 1936, va ser incendiada i restaurada l'any 1940. El 1953 es va canviar el sostre ras per un altre voltat, es van afegir la torre campanar i un annex destinat a habitatge del capellà.
L'edifici principal està integrat per una nau de planta rectangular, dividida en cinc trams, delimitats pels arcs que sostenen la volta de canó que forma el sostre interior del santuari. Al costat de la nau principal, amb teulada a dues aigües, es troba el campanar.
Al lateral esquerre del temple s'observen tres contraforts, alineats amb els arcs interiors de la nau. Estant, els del costat dret absorbits per la casa abadia. La façana principal. Orientada al sud, presenta un frontó rematat a dues aigües i coronat per una creu de ferro forjat en el seu centre.
S'aixeca el campanar sobre la casa abadia; és de planta quadrada cos amb gelosia de ceràmica i buits en arc de mig punt, cobreix la teulada a quatre aigües amb pinacle i creu penell.